# Medal Wdzięczności ZHP
Harcerskie Odznaczenie Honorowe „Medal Wdzięczności ZHP” – odznaczenie honorowe Związku Harcerstwa Polskiego, w randze medalu. 
Odznaczenie jest jednostopniowe, nadawane jest osobom szczególnie zasłużonym dla wspierania i rozwoju ZHP za wyjątkowo cenną pracę dla dobra harcerstwa. Jednym z niestosowanych dotąd rozwiązań jest możliwość nadawania medalu jednej osobie nawet czterokrotnie. Odznaczenie nadaje Przewodniczący ZHP.

## Ustanowienie odznaczenia
Odznaczenie zostało ustanowione uchwałą Rady Naczelnej ZHP w 2017. Wcześniej RN określiła, że będzie ono miało rangę medalu. Na konkurs ogłoszony przez Przewodniczącego ZHP hm. Dariusza Supła wpłynęło 25 prac złożonych przez 14 autorów; wymagania określone w regulaminie konkursu spełniło 14 prac.
Zwycięski projekt został wyłoniony w siedzibie władz naczelnych ZHP w Warszawie 27 września 2017 podczas posiedzenia powołanej przez Przewodniczącego ZHP komisji konkursowej. W skład komisji konkursowej wchodzili: przewodniczący prof. dr hab. hm. Andrzej Ziębliński – artysta plastyk, kierownik Katedry Sztuk Wizualnych w krakowskiej Akademii Sztuk Pięknych, b. instruktor Chorągwi Krakowskiej ZHP, Ewa Olszewska-Borys – artysta plastyk, medalierka, byli Przewodniczący ZHP: hm. Andrzej Borodzik, prof. dr hab. hm. Wojciech Katner i prof. dr hab. hm. Adam Massalski, oraz hm. Andrzej Zasadzki – znawca i kolekcjoner odznaczeń i odznak harcerskich, i hm. Marcin Binasiak.

## Forma medalu
Medal, autorstwa Edyty Szalewskiej, ma nietypową, oryginalną formę, rzadko spotykaną w polskim systemie odznaczeń. Jest oparty na tzw. krzyżu Ruperta, na którym wzorowano odznaki polskich pułków ułanów w II RP, a także Odznakę Pamiątkową „Za wierną służbę” I Brygady Legionów Polskich Józefa Piłsudskiego; kształt tego rodzaju krzyża ma też wiele wysokich odznaczeń państwowych brytyjskich, włoskich, sanmaryńskich i chorwackich. Na awersie medalu znajduje się ornament złożony z czterech lilii – symboli skautingu i harcerstwa od ponad stu lat. Dzięki niewielkim trójkątnym elementom na ramionach krzyża może symbolizować zarówno tarczę kompasu, jak i cyferblat zegara. Kompas z jego igłami (w formie lilijek) skierowanymi w cztery strony świata symbolizuje „wdzięczność wszędzie”, a cztery wskazówki (lilijki) na tarczy zegara – „wdzięczność zawsze”. Powiązanie kompasu i zegara – kierunku i czasu, ma być przesłaniem dla uhonorowanych o wdzięczności, jaką Związek Harcerstwa Polskiego będzie darzyć go w każdej chwili i o każdej porze. Na rewersie umieszczono łacińskie motto „Magna cum gratia”, stanowiące dewizę medalu: „Z wielką wdzięcznością”.

## Liczba nadań
| Rok   | Liczba nadań |
| ----- | ------------ |
| 2018  | -            |
| 2019  | 20           |
| 2020  | 8            |
| 2021  | 3            |
| 2022  | 1            |
| 2023  | b.d.         |
| 2024  | b.d.         |
| 2025  | b.d.         |
| Razem | 32           |

Dane od 2018 do kwietnia 2022 ze sprawozdania działalności Kapituły w kadencji 2017-2022